# 倫巴赫河 (魯爾河支流)
51°25′40.62″N 6°52′36.84″E / 51.4279500°N 6.8769000°E

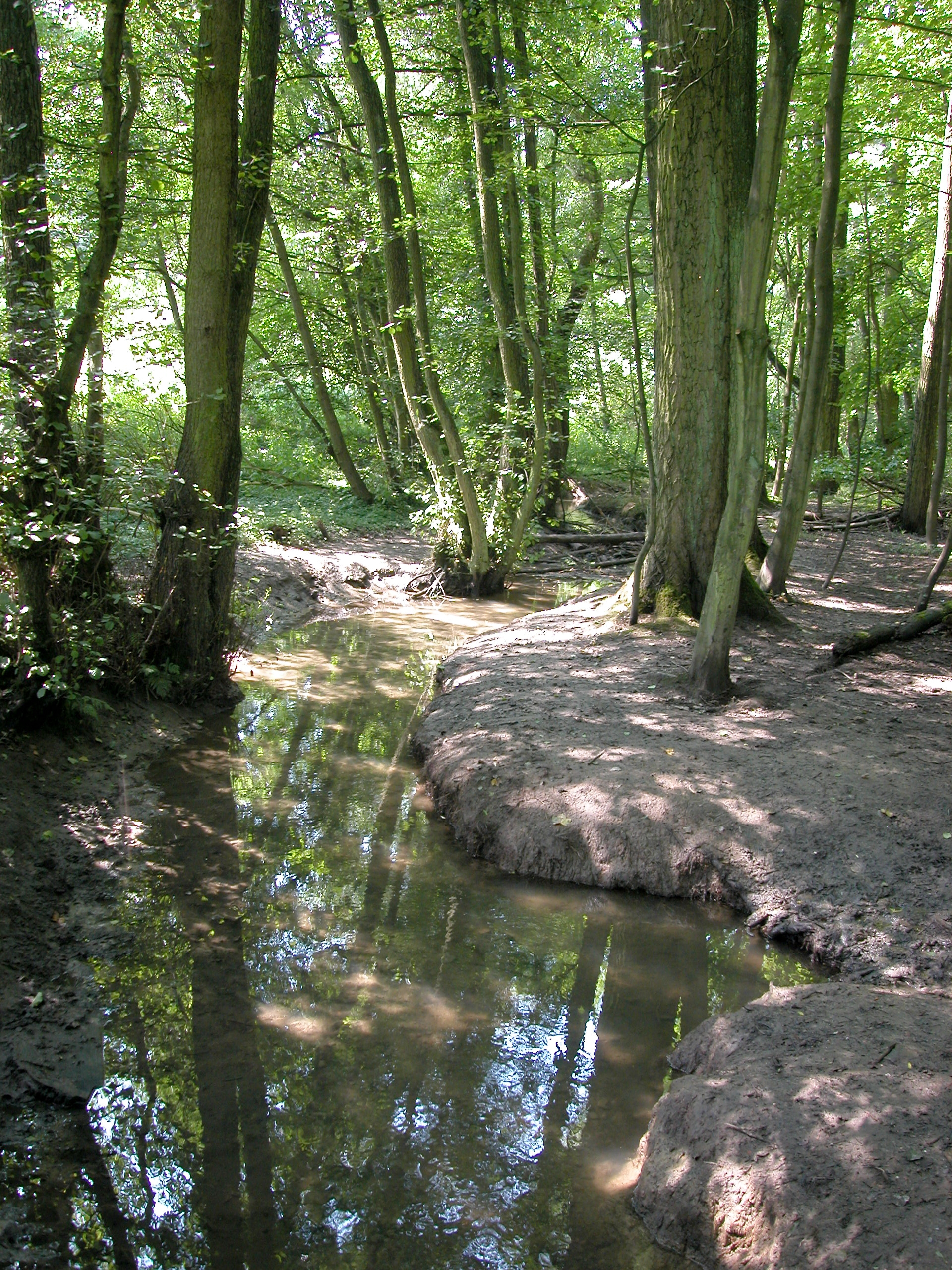

倫巴赫河（德語：Rumbach），是德國的河流，位於該國西部，處於北萊茵-威斯特法倫州，屬於魯爾河的右支流，河道全長7.4公里，流域面積11.5平方公里。